# Thièvres (Somme)
Thièvres és un municipi francès al departament del Somme i a la regió dels Alts de França. L'any 2007 tenia 52 habitants. La vila de Thièvres és travessada pel límit departamental entre el Somme i el Pas de Calais, instituint-se dos municipis amb el mateix nom, amb una única església que data de 1876 construïda al territori del Pas de Calais. Es troba a la confluència de l'Authie i la Kilienne.

## Demografia

### Població
El 2007 la població de fet de Thièvres era de 52 persones. Hi havia 20 famílies de les quals 4 eren unipersonals (4 homes vivint sols), 8 parelles sense fills i 8 parelles amb fills.
La població ha evolucionat segons el següent gràfic:

### Habitatges
El 2007 hi havia 26 habitatges, 20 eren l'habitatge principal de la família, 2 eren segones residències i 4 estaven desocupats. Tots els 26 habitatges eren cases. Dels 20 habitatges principals, 16 estaven ocupats pels seus propietaris, 2 estaven llogats i ocupats pels llogaters i 2 estaven cedits a títol gratuït; 2 tenien dues cambres, 2 en tenien tres, 6 en tenien quatre i 10 en tenien cinc o més. 13 habitatges disposaven pel capbaix d'una plaça de pàrquing. A 8 habitatges hi havia un automòbil i a 8 n'hi havia dos o més.

### Piràmide de població
La piràmide de població per edats i sexe el 2009 era:
| Homes | Edats   | Dones |
| ----- | ------- | ----- |
| 0     | 95 o +  | 0     |
| 0     | 90 a 94 | 0     |
| 0     | 85 a 89 | 0     |
| 0     | 80 a 84 | 0     |
| 0     | 75 a 79 | 0     |
| 4     | 70 a 74 | 0     |
| 8     | 65 a 69 | 4     |
| 0     | 60 a 64 | 4     |
| 0     | 55 a 59 | 0     |
| 0     | 50 a 54 | 0     |
| 0     | 45 a 49 | 0     |
| 0     | 40 a 44 | 0     |
| 4     | 35 a 39 | 0     |
| 4     | 30 a 34 | 4     |
| 4     | 25 a 29 | 8     |
| 0     | 20 a 24 | 0     |
| 0     | 15 a 19 | 0     |
| 0     | 10 a 14 | 0     |
| 4     | 5 a 9   | 0     |
| 0     | 0 a 4   | 4     |

## Economia
El 2007 la població en edat de treballar era de 27 persones, 20 eren actives i 7 eren inactives. De les 20 persones actives 18 estaven ocupades (9 homes i 9 dones) i 2 estaven aturades (1 home i 1 dona). De les 7 persones inactives 2 estaven jubilades, 3 estaven estudiant i 2 estaven classificades com a «altres inactius».

## Poblacions properes
El següent diagrama mostra les poblacions més properes.